# Carola Standertskjöld
Carola Christina Standertskjöld, gift Liemola, som artist känd under namnet Carola, född 23 mars 1941 i Helsingfors, död 19 november 1997 i Kyrkslätt, var en finländsk schlager- och jazzsångerska.
Standertskjöld slog igenom 1963 och var en av Finlands mest populära artister under 1960-talet. Hon blev främst känd som schlagersångerska, men var en mångsidig artist som rörde sig med lätthet även i helt annan repertoar som exempelvis jazz, blues, soul och visa.
Carola Standertskjöld tillhörde den adliga finlandssvenska ätten Standertskjöld. Hon var dotter till Johan Lennart Standertskjöld och Elin Christina Fazer. Carola var gift 1971–1981 med den finländske företagaren Georg Liemola, broder till sångaren Lasse Liemola. Hon dog i Alzheimers sjukdom år 1997.